# Ászkarákok

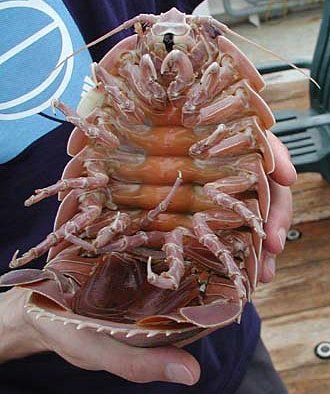
Bathynomus giganteus

Az ászkarákok (Isopoda) az ízeltlábúak (Arthropoda) törzsébe, a felsőbbrendű rákok (Malacostraca) osztályába tartozó rend. Fő csoportjai tengeri (például Sphaeromatidea alrend), illetve édesvízi (Phreatoicidea, Asellota alrend) élőlények, a szárazföldi ászkarákok (Oniscidea alrend) azonban (mint ezt nevük is mutatja) szárazföldi életmódra tértek át.

## Megjelenésük, felépítésük
Külső, meszes vázukhoz (exoskeleton) 14 végtag kapcsolódik. A potrohlemezek közül 5 szabadon marad, de a hatodik szinte mindig összenő a telsonnal (utolsó testszegmens). Testük jellemzően lapos, széles háttal és hassal — kivéve egyes összegömbölyödő, illetve majdnem összegömbölyödő szárazföldi fajokat.
Méretük 1–2 mm és a 30–40 cm közötti; legnagyobbak a mélytengeri ászkarákok (például Bathynomus giganteus). A legnagyobb testű szárazföldi ászkák közé tartoznak a maguk 4-5 centijével a tengerparti hullámzónában élő Ligia nem fajai.
Testük fejre (caput), torra (thorax) és potrohra (abdomen) tagolt. A fej és az első torszelvény összenőtt, ez az ún. cephalothorax (fejtor).
A rend (Isopoda) tudományos nevét a lábak azonos felépítése után kapta (görögül isos podos). Ezek (a 2-8. pár) járó vagy kapaszkodó típusú lábak, az utolsók ritkább esetben úszásra is alkalmasak (például Asellota alrend, víziászkák). Az első öt potrohszelvényen egy-egy pár potrohláb található, melyek taxononként eltérő mértékben lemezekké is redukálódhatnak.
Legfontosabb érzékszerveik a csápok, amelyekből az ászkáknak két pár van. Az első pár csáp három ízű, hosszú csápostorral. A második csáp ötízű, általában szintén fejlett csápostorral. Kivételek ez alól a szárazföldi ászkák.

## Rendszertani felosztásuk
A rendbe az alábbi alrendek tartoznak:
- víziászkák (Asellota)
- Calabozoida
- Cymothoida
- Limnoriidea
- szárazföldi ászkarákok (Oniscidea)
- Phoratopidea
- Phreatoicidea
- Sphaeromatidea
- Tainisopidea
- Valvifera